# Gandharva (godheid)

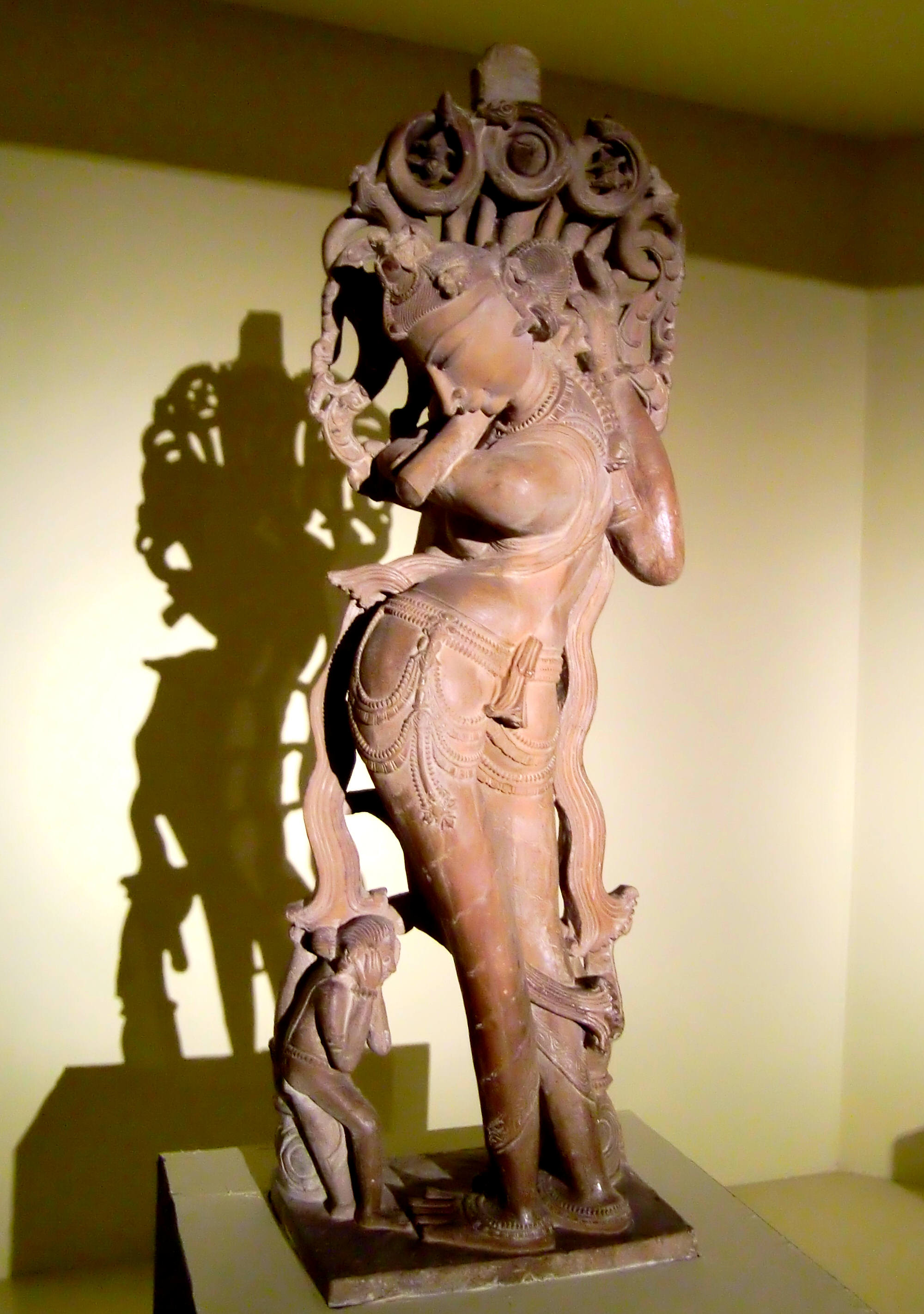
Gandarva speelt fluit. Khajuraho, 11e-12e eeuw.

De gandharva's zijn in de hindoeïstische, boeddhistische en jainistische mythologie halfgoden, hemelse zangers en muzikanten. Ze worden genoemd in de Veda's, Purana's en de epen Mahabharata en Ramayana, waarin ze worden beschreven als elegante, verlichte verschijningen die in bossen of de lucht leven en de mythische berg Meru bewonen. Gandharva's zijn goede zangers en kunnen de gave van de zang overbrengen op vrouwen en meisjes met wie ze in aanraking komen.
De gandharva's worden geregeerd door de hindoeïstische god van de voorspoed, Kubera. Ze geven hun naam aan gandharva, een vorm van huwelijk waarbij de echtelieden uit liefde tot elkaar komen, maar geen toestemming van hun familie hebben. De gandharva's worden geacht op te treden als getuigen bij dit type huwelijk.